# Смилга, Фрицис Карлович
Фрицис Карлович Смилга (10 июля 1902 года — 22 сентября 1973 года, Латвийская ССР) — председатель колхоза «Узвара» Талсинского района Латвийской ССР. Герой Социалистического Труда (1958).

## Биография
В 1947 году избран председателем колхоза «Драудзиба». В последующие годы — председатель колхоза «Узвара» Талсинского района.
Под его руководством колхоз «Узвара» добился значительных успехов в экономическом и социальном развитии. Вывел колхоз в число передовых сельскохозяйственных предприятий Латвийской ССР. Указом Президиума Верховного Совета СССР от 15 февраля 1958 года удостоен звания Героя Социалистического Труда «за выдающиеся успехи, достигнутые в деле развития сельского хозяйства по производству зерна, картофеля, сахарной свеклы, мяса, молока и других продуктов сельского хозяйства, и внедрение в производство достижений науки и передового опыта» с вручением ордена Ленина и золотой медали Серп и Молот.
Руководил колхозом до выхода на пенсию в 1968 году.
Умер в 1973 году.